# Росдорф
Росдорф (нім. Roßdorf) — громада в Німеччині, знаходиться в землі Гессен. Підпорядковується адміністративному округу Дармштадт. Входить до складу району Дармштадт-Дібург.
Площа — 20,60 км2. Населення становить 12 619 ос. (станом на 31 грудня 2020).